# Xã hội mở

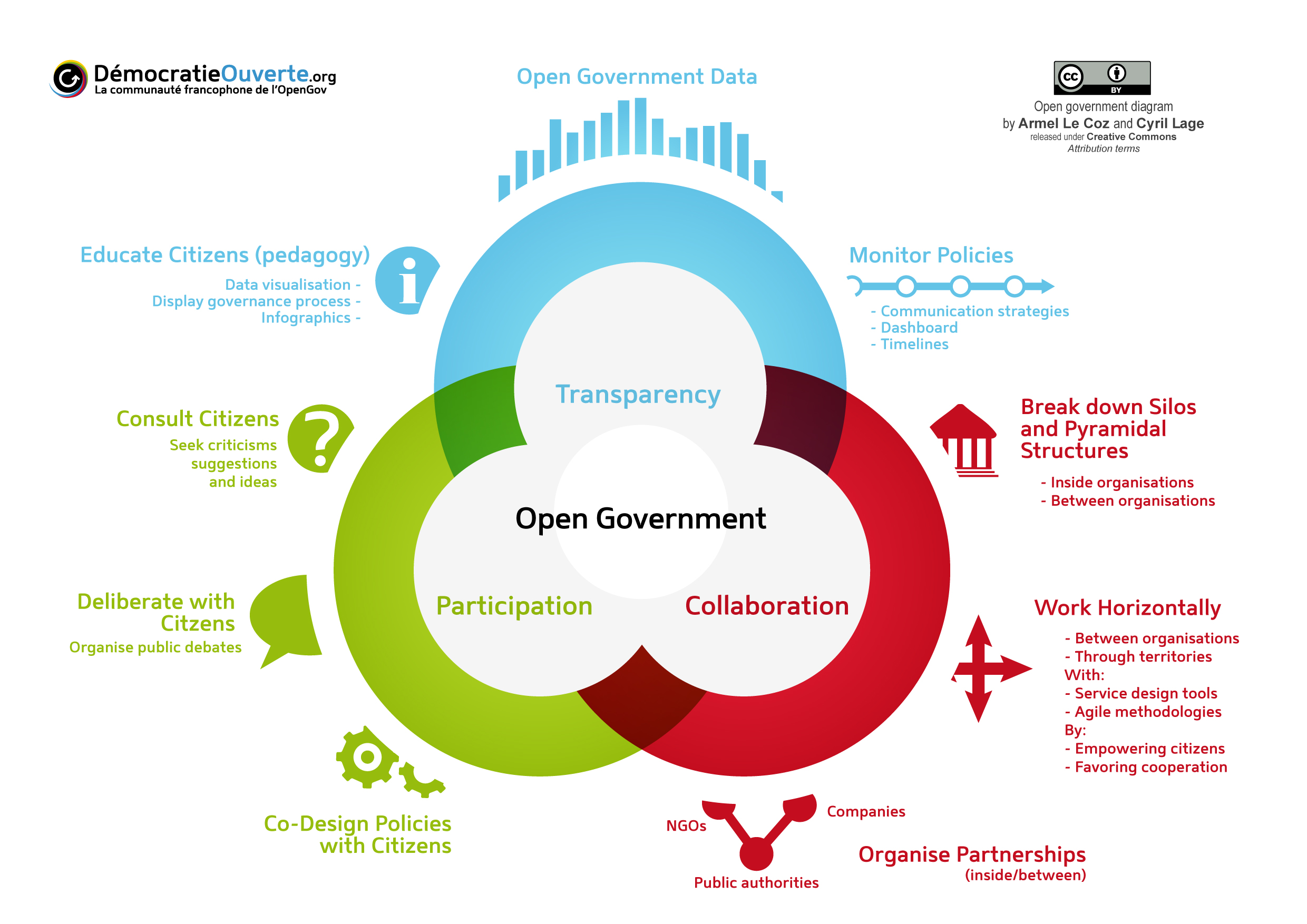
Biểu đồ xã hội mở.

Khái niệm Xã hội mở (tiếng Anh: open society) được Henri Bergson (1859 - 1941) dùng đầu tiên năm 1932. Nhưng phải chờ hơn 10 năm sau, đến năm 1943, khi Karl Popper (1902 - 1992), nhà triết học khoa học, cho xuất bản cuốn "Xã hội mở và những kẻ thù của nó" thì thuật ngữ này mới trở nên phổ biến.
Trong đó, Karl Popper nhận định, không ai có thể đạt tới chân lý cuối cùng, lý tưởng về một xã hội hoàn hảo cũng không thể thực hiện, vì thế, nhân loại phải chấp nhận ưu tiên thứ hai, đó là mô hình xã hội không hoàn hảo nhưng nó có khả năng cải tạo khôn cùng, mà ông gọi là "xã hội mở", được đánh dấu bằng một thái độ phê phán đối với truyền thống.
Trong các xã hội mở, chính phủ được mong đợi là sẽ đáp ứng (responsive) và khoan dung, và các cơ chế chính trị phải minh bạch và linh hoạt. Những người ủng hộ cho rằng nó đối ngược với "xã hội đóng".

## Tổng quan
Xã hội mở là một mô hình xã hội của Karl Popper theo truyền thống của chủ nghĩa tự do, với mục đích phát triển "các khả năng phê phán của con người". Quyền lực của nhà nước nên được chia sẻ càng nhiều càng tốt để ngăn chặn lạm dụng quyền lực. ý tưởng Popper về một xã hội cởi mở liên quan chặt chẽ đến mô hình chính phủ dân chủ, tuy nhiên không nên được hiểu đó là quyền lực của đa số, mà là khả năng, lật đổ một chính phủ một cách bất bạo động. Xã hội mở một mặt, đối đầu với xã hội laissez-faire, mặt khác, với chế độ độc tài toàn trị, một "xã hội khép kín" với một chủ nghĩa tập thể không tưởng mà Popper mỉa mai gọi là "thiên đường trên trái đất", vì chính nó đã tuyên truyền như vậy.

## Ủng hộ
Nó được nhà kinh tế học Friedrich Hayek (1899 - 1992) ủng hộ và đề xuất một nền kinh tế toàn cầu của xã hội mở dựa trên "Laissez-faire" (tiếng Pháp, hàm nghĩa là "tự do kinh doanh", hoặc "tùy nghi hành động, không có sự can thiệp") và coi thi trường là một bộ phận hợp thành của xã hội mở.

## Phát triển
Hiện nay, "xã hội mở" được George Soros (1930 - đang sống) phát triển trên cả bình diện lý luận lẫn thực tiễn. Trên bình diện lý luận, ông đã "nỗ lực đặt nền móng cho xã hội mở toàn cầu" qua hai tác phẩm: Cuộc khủng hoảng của chủ nghĩa tư bản - xã hội mở bị hiểm nguy (1998) và Xã hội mở - Cải cách chủ nghĩa tư bản toàn cầu (2008). Trên bình diện thực tiễn, ông sáng lập Quỹ Xã hội Mở, với tham vọng từng bước hiện thực hóa mô hình xã hội mở trên phạm vi toàn thể giới.